# Condado de Green (Kentucky)
O Condado de Green é um dos 120 condados do Estado americano de Kentucky. A sede do condado é Greensburg, e sua maior cidade é Greensburg. O condado possui uma área de 748 km² (dos quais 0 km² estão cobertos por água), uma população de 11 518 habitantes, e uma densidade populacional de 15 hab/km² (segundo o censo nacional de 2000). O condado foi fundado em 1793. O condado proíbe a venda de bebidas alcoólicas.